# Championnats du monde de vitesse moto
Navigation
Championnats d'Europe
Les Championnats du monde de vitesse moto regroupent les courses de motos sur circuit du niveau mondial en Grand Prix. Ils sont organisés sous l'égide de la Fédération internationale de motocyclisme (FIM). Contrairement aux autres championnats, toutes les machines en compétition sont des prototypes (seules les Moto2 sont dotées d'un moteur commun à toutes les équipes, fourni par Triumph).
À l'heure actuelle, il existe quatre catégories en Grands Prix moto : la catégorie reine, le MotoGP, la catégorie Moto2, la catégorie Moto3 et la catégorie MotoE.

## Présentation
C'est en 1949 que la Fédération Internationale de Motocyclisme organise le premier championnat du monde,. Aujourd'hui, elle intervient dans le domaine de la réglementation, la société Dorna Sports détenant de son côté les droits commerciaux de la discipline.
Le MotoGP est la catégorie reine des courses de vitesse motocycles, les catégories Moto3 et Moto2 sont quant à elles les classes où les jeunes pilotes font leurs armes. Les motos sont des prototypes, contrairement à la catégorie Superbike qui rassemble des motos de série modifiées selon des critères définis par la réglementation. Il y a donc un aspect technologique qui oblige les équipes à faire un travail de recherche et développement souvent coûteux, ce qui explique également le statut d'élite qui est associé aux Grands Prix moto.

## Histoire
La genèse du championnat de vitesse moto remonte dans les années 1920.

Ancien logo de la FIM.

Les Championnats d'Europe de vitesse moto sont introduits en 1924 sous l'égide de la Fédération Internationale des Clubs Motocyclistes (FICM), sous la forme d'une épreuve unique appelée Grand Prix d’Europe FICM, à disputer sur un circuit européen dans le cadre d’un des Grands Prix nationaux. Le titre de champion d'Europe est attribué au vainqueur du Grand Prix d'Europe se déroulant chaque année sur un circuit différent sauf en 1938 et 1939 où il est attribué par addition de points obtenus dans une saison de Grands Prix.
La compétition est interrompue pendant huit ans par la Seconde Guerre mondiale entre 1940 et 1947. Le championnat reprend pour les deux dernières éditions, de 1947 et 1948, en adoptant la formule traditionnelle de la course unique, du fait de difficultés d’organisation et de mise en œuvre causées par la période d'après guerre.
En 1949, le Grand Prix d’Europe FICM disparaît pour laisser la place au Road Racing Championship of the World (Championnat du monde de vitesse moto).

## Palmarès
| Saison | 500 cm3                  | 350 cm3                      | 250 cm3                        | 125 cm3                    | Side-car              |
| ------ | ------------------------ | ---------------------------- | ------------------------------ | -------------------------- | --------------------- |
| 1949   | Leslie Graham (AJS)      | Freddie Frith (Velocette)    | Bruno Ruffo (Moto Guzzi)       | Nello Pagani (Mondial)     | Eric Olivier (Norton) |
| 1950   | Umberto Masetti (Norton) | Bob Foster (Velocette)       | Dario Ambrosini (Benelli)      | Bruno Ruffo (Mondial)      | Eric Oliver (Norton)  |
| 1951   | Geoff Duke (Norton)      | Geoff Duke (Norton)          | Bruno Ruffo (Moto Guzzi)       | Carlo Ubbiali (Mondial)    | Eric Oliver (Norton)  |
| 1952   | Umberto Masetti (Gilera) | Geoff Duke (Norton)          | Enrico Lorenzetti (Moto Guzzi) | Cecil Sandford (MV Agusta) | Cyril Smith (Norton)  |
| 1953   | Geoff Duke (Gilera)      | Fergus Anderson (Moto Guzzi) | Werner Haas (NSU)              | Werner Haas (NSU)          | Eric Oliver (Norton)  |
| 1954   | Geoff Duke (Gilera)      | Fergus Anderson (Moto Guzzi) | Werner Haas (NSU)              | Rupert Hollaus (NSU)       | Wilhelm Noll (BMW)    |

| Saison | 500 cm3                      | 350 cm3                      | 250 cm3                       | 125 cm3                     | 50 cm3                        |
| ------ | ---------------------------- | ---------------------------- | ----------------------------- | --------------------------- | ----------------------------- |
| 1955   | Geoff Duke (Gilera)          | Bill Lomas (Moto Guzzi)      | Hermann Paul Müller (NSU)     | Carlo Ubbiali (MV Agusta)   |                               |
| 1956   | John Surtees (MV Agusta)     | Bill Lomas (Moto Guzzi)      | Carlo Ubbiali (MV Agusta)     | Carlo Ubbiali (MV Agusta)   |                               |
| 1957   | Libero Liberati (Gilera)     | Keith Campbell (Moto Guzzi)  | Cecil Sandford (Mondial)      | Tarquinio Provini (Mondial) |                               |
| 1958   | John Surtees (MV Agusta)     | John Surtees (MV Agusta)     | Tarquinio Provini (MV Agusta) | Carlo Ubbiali (MV Agusta)   |                               |
| 1959   | John Surtees (MV Agusta)     | John Surtees (MV Agusta)     | Carlo Ubbiali (MV Agusta)     | Carlo Ubbiali (MV Agusta)   |                               |
| 1960   | John Surtees (MV Agusta)     | John Surtees (MV Agusta)     | Carlo Ubbiali (MV Agusta)     | Carlo Ubbiali (MV Agusta)   |                               |
| 1961   | Gary Hocking (MV Agusta)     | Gary Hocking (MV Agusta)     | Mike Hailwood (Honda)         | Tom Phillis (Honda)         |                               |
| 1962   | Mike Hailwood (MV Agusta)    | Jim Redman (Honda)           | Jim Redman (Honda)            | Luigi Taveri (Honda)        | Ernst Degner (Suzuki)         |
| 1963   | Mike Hailwood (MV Agusta)    | Jim Redman (Honda)           | Jim Redman (Honda)            | Hugh Anderson (Suzuki)      | Hugh Anderson (Suzuki)        |
| 1964   | Mike Hailwood (MV Agusta)    | Jim Redman (Honda)           | Phil Read (Yamaha)            | Luigi Taveri (Honda)        | Hugh Anderson (Suzuki)        |
| 1965   | Mike Hailwood (MV Agusta)    | Jim Redman (Honda)           | Phil Read (Yamaha)            | Hugh Anderson (Suzuki)      | Ralph Bryans (Honda)          |
| 1966   | Giacomo Agostini (MV Agusta) | Mike Hailwood (Honda)        | Mike Hailwood (Honda)         | Luigi Taveri (Honda)        | Hans-Georg Anscheidt (Suzuki) |
| 1967   | Giacomo Agostini (MV Agusta) | Mike Hailwood (Honda)        | Mike Hailwood (Honda)         | Bill Ivy (Yamaha)           | Hans-Georg Anscheidt (Suzuki) |
| 1968   | Giacomo Agostini (MV Agusta) | Giacomo Agostini (MV Agusta) | Phil Read (Yamaha)            | Phil Read (Yamaha)          | Hans-Georg Anscheidt (Suzuki) |
| 1969   | Giacomo Agostini (MV Agusta) | Giacomo Agostini (MV Agusta) | Kel Carruthers (Benelli)      | Dave Simmonds (Kawasaki)    | Ángel Nieto (Derbi)           |
| 1970   | Giacomo Agostini (MV Agusta) | Giacomo Agostini (MV Agusta) | Rodney Gould (Yamaha)         | Dieter Braun (Suzuki)       | Ángel Nieto (Derbi)           |
| 1971   | Giacomo Agostini (MV Agusta) | Giacomo Agostini (MV Agusta) | Phil Read (Yamaha)            | Ángel Nieto (Derbi)         | Jan de Vries (Kreidler)       |
| 1972   | Giacomo Agostini (MV Agusta) | Giacomo Agostini (MV Agusta) | Jarno Saarinen (Yamaha)       | Ángel Nieto (Derbi)         | Ángel Nieto (Derbi)           |

| Saison | 750 cm3                 | 500 cm3                   | 350 cm3                        | 250 cm3                        | 125 cm3                         | 50 cm3                              |
| ------ | ----------------------- | ------------------------- | ------------------------------ | ------------------------------ | ------------------------------- | ----------------------------------- |
| 1973   | Barry Sheene (Suzuki)   | Phil Read (MV Agusta)     | Giacomo Agostini (MV Agusta)   | Dieter Braun (Yamaha)          | Kent Andersson (Yamaha)         | Jan de Vries (Kreidler)             |
| 1974   | John Dodds (Yamaha)     | Phil Read (MV Agusta)     | Giacomo Agostini (Yamaha)      | Walter Villa (Harley-Davidson) | Kent Andersson (Yamaha)         | Henk van Kessel (Kreidler-Van Veen) |
| 1975   | Jack Findlay (Yamaha)   | Giacomo Agostini (Yamaha) | Johnny Cecotto (Yamaha)        | Walter Villa (Harley-Davidson) | Paolo Pileri (Morbidelli)       | Ángel Nieto (Kreidler)              |
| 1976   | Víctor Palomo (Yamaha)  | Barry Sheene (Suzuki)     | Walter Villa (Harley-Davidson) | Walter Villa (Harley-Davidson) | Pier Paolo Bianchi (Morbidelli) | Ángel Nieto (Bultaco)               |
| 1977   | Steve Baker (Yamaha)    | Barry Sheene (Suzuki)     | Takazumi Katayama (Yamaha)     | Mario Lega (Morbidelli)        | Pier Paolo Bianchi (Morbidelli) | Ángel Nieto (Bultaco)               |
| 1978   | Johnny Cecotto (Yamaha) | Kenny Roberts (Yamaha)    | Kork Ballington (Kawasaki)     | Kork Ballington (Kawasaki)     | Eugenio Lazzarini (MBA)         | Ricardo Tormo (Bultaco)             |
| 1979   | Patrick Pons (Yamaha)   | Kenny Roberts (Yamaha)    | Kork Ballington (Kawasaki)     | Kork Ballington (Kawasaki)     | Ángel Nieto (Minarelli)         | Eugenio Lazzarini (Kreidler)        |

| Saison | 500 cm3                    | 350 cm3               | 250 cm3                       | 125 cm3                  | 50 cm3                                |
| ------ | -------------------------- | --------------------- | ----------------------------- | ------------------------ | ------------------------------------- |
| 1980   | Kenny Roberts (Yamaha)     | Jon Ekerold (Yamaha)  | Anton Mang (Kawasaki)         | Pier Paolo Bianchi (MBA) | Eugenio Lazzarini (Kreidler-Van Veen) |
| 1981   | Marco Lucchinelli (Suzuki) | Anton Mang (Kawasaki) | Anton Mang (Kawasaki)         | Ángel Nieto (Minarelli)  | Ricardo Tormo (Motul-Bultaco)         |
| 1982   | Franco Uncini (Suzuki)     | Anton Mang (Kawasaki) | Jean-Louis Tournadre (Yamaha) | Ángel Nieto (Garelli)    | Stefan Dörflinger (Kreidler)          |
| 1983   | Freddie Spencer (Honda)    |                       | Carlos Lavado (Yamaha)        | Ángel Nieto (Garelli)    | Stefan Dörflinger (Krauser)           |

| Saison | 500 cm3                 | 250 cm3                   | 125 cm3                  | 80 cm3                      |
| ------ | ----------------------- | ------------------------- | ------------------------ | --------------------------- |
| 1984   | Eddie Lawson (Yamaha)   | Christian Sarron (Yamaha) | Ángel Nieto (Garelli)    | Stefan Dörflinger (Zündapp) |
| 1985   | Freddie Spencer (Honda) | Freddie Spencer (Honda)   | Fausto Gresini (Garelli) | Stefan Dörflinger (Krauser) |
| 1986   | Eddie Lawson (Yamaha)   | Carlos Lavado (Yamaha)    | Luca Cadalora (Garelli)  | Jorge Martínez (Derbi)      |
| 1987   | Wayne Gardner (Honda)   | Anton Mang (Honda)        | Fausto Gresini (Garelli) | Jorge Martínez (Derbi)      |
| 1988   | Eddie Lawson (Yamaha)   | Sito Pons (Honda)         | Jorge Martínez (Derbi)   | Jorge Martínez (Derbi)      |
| 1989   | Eddie Lawson (Honda)    | Sito Pons (Honda)         | Álex Crivillé (JJ Cobas) | Manuel Herreros (Derbi)     |

| Saison | 500 cm3                    | 250 cm3                   | 125 cm3                       |
| ------ | -------------------------- | ------------------------- | ----------------------------- |
| 1990   | Wayne Rainey (Yamaha)      | John Kocinski (Yamaha)    | Loris Capirossi (Honda)       |
| 1991   | Wayne Rainey (Yamaha)      | Luca Cadalora (Honda)     | Loris Capirossi (Honda)       |
| 1992   | Wayne Rainey (Yamaha)      | Luca Cadalora (Honda)     | Alessandro Gramigni (Aprilia) |
| 1993   | Kevin Schwantz (Suzuki)    | Tetsuya Harada (Yamaha)   | Dirk Raudies (Honda)          |
| 1994   | Michael Doohan (Honda)     | Max Biaggi (Aprilia)      | Kazuto Sakata (Aprilia)       |
| 1995   | Michael Doohan (Honda)     | Max Biaggi (Aprilia)      | Haruchika Aoki (Honda)        |
| 1996   | Michael Doohan (Honda)     | Max Biaggi (Aprilia)      | Haruchika Aoki (Honda)        |
| 1997   | Michael Doohan (Honda)     | Max Biaggi (Honda)        | Valentino Rossi (Aprilia)     |
| 1998   | Michael Doohan (Honda)     | Loris Capirossi (Aprilia) | Kazuto Sakata (Aprilia)       |
| 1999   | Álex Crivillé (Honda)      | Valentino Rossi (Aprilia) | Emilio Alzamora (Honda)       |
| 2000   | Kenny Roberts Jr. (Suzuki) | Olivier Jacque (Yamaha)   | Roberto Locatelli (Aprilia)   |
| 2001   | Valentino Rossi (Honda)    | Daijiro Kato (Honda)      | Manuel Poggiali (Gilera)      |

| Saison | MotoGP                   | 250 cm3                   | 125 cm3                   |
| ------ | ------------------------ | ------------------------- | ------------------------- |
| 2002   | Valentino Rossi (Honda)  | Marco Melandri (Aprilia)  | Arnaud Vincent (Aprilia)  |
| 2003   | Valentino Rossi (Honda)  | Manuel Poggiali (Aprilia) | Daniel Pedrosa (Honda)    |
| 2004   | Valentino Rossi (Yamaha) | Daniel Pedrosa (Honda)    | Andrea Dovizioso (Honda)  |
| 2005   | Valentino Rossi (Yamaha) | Daniel Pedrosa (Honda)    | Thomas Lüthi (Honda)      |
| 2006   | Nicky Hayden (Honda)     | Jorge Lorenzo (Aprilia)   | Álvaro Bautista (Aprilia) |
| 2007   | Casey Stoner (Ducati)    | Jorge Lorenzo (Aprilia)   | Gábor Talmácsi (Aprilia)  |
| 2008   | Valentino Rossi (Yamaha) | Marco Simoncelli (Gilera) | Mike Di Meglio (Derbi)    |
| 2009   | Valentino Rossi (Yamaha) | Hiroshi Aoyama (Honda)    | Julián Simón (Aprilia)    |

| Saison | MotoGP                 | Moto2                 | 125 cm3                 |
| ------ | ---------------------- | --------------------- | ----------------------- |
| 2010   | Jorge Lorenzo (Yamaha) | Toni Elias (Moriwaki) | Marc Márquez (Derbi)    |
| 2011   | Casey Stoner (Honda)   | Stefan Bradl (Kalex)  | Nicolás Terol (Aprilia) |

| Saison | MotoGP                       | Moto2                     | Moto3                       |
| ------ | ---------------------------- | ------------------------- | --------------------------- |
| 2012   | Jorge Lorenzo (Yamaha)       | Marc Márquez (Suter)      | Sandro Cortese (KTM)        |
| 2013   | Marc Márquez (Honda)         | Pol Espargaró (Kalex)     | Maverick Viñales (KTM)      |
| 2014   | Marc Márquez (Honda)         | Esteve Rabat (Kalex)      | Álex Márquez (Honda)        |
| 2015   | Jorge Lorenzo (Yamaha)       | Johann Zarco (Kalex)      | Danny Kent (Honda)          |
| 2016   | Marc Márquez (Honda)         | Johann Zarco (Kalex)      | Brad Binder (KTM)           |
| 2017   | Marc Márquez (Honda)         | Franco Morbidelli (Kalex) | Joan Mir (Honda)            |
| 2018   | Marc Márquez (Honda)         | Francesco Bagnaia (Kalex) | Jorge Martín (Honda)        |
| 2019   | Marc Márquez (Honda)         | Álex Márquez (Kalex)      | Lorenzo Dalla Porta (Honda) |
| 2020   | Joan Mir (Suzuki)            | Enea Bastianini (Kalex)   | Albert Arenas (KTM)         |
| 2021   | Fabio Quartararo (Yamaha)    | Remy Gardner (Kalex)      | Pedro Acosta (KTM)          |
| 2022   | Francesco Bagnaia (Ducati)   | Augusto Fernández (Kalex) | Izan Guevara (Gas Gas)      |
| 2023   | Francesco Bagnaia (Ducati)   | Pedro Acosta (Kalex)      | Jaume Masia (Honda)         |
| 2024   | Jorge Martin (Pramac Racing) | Ai Ogura (Kalex)          | David Alonso (CFMoto)       |

## Records

### Titres pilotes

#### Multiple champion du monde
| #  | Pilote               | Titres                                                |
| -- | -------------------- | ----------------------------------------------------- |
| 1  | Giacomo Agostini     | 15 (8 x 500 cm3, 7 x 350 cm3)                         |
| 2  | Ángel Nieto          | 13 (7 x 125 cm3, 6 x 50 cm3)                          |
| 3  | Valentino Rossi      | 9 (6 x MotoGP, 1 x 500 cm3, 1 x 250 cm3, 1 x 125 cm3) |
| 3  | Mike Hailwood        | 9 (4 × 500 cm3, 2 × 350 cm3, 3 × 250 cm3)             |
| 3  | Carlo Ubbiali        | 9 (3 × 250 cm3, 6 x 125 cm3)                          |
| 6  | Marc Márquez         | 8 (6 x MotoGP, 1 x Moto2, 1 x 125 cm3)                |
| 7  | Phil Read            | 7 (2 × 500 cm3, 4 × 250 cm3, 1 x 125 cm3)             |
| 7  | John Surtees         | 7 (4 × 500 cm3, 3 × 350 cm3)                          |
| 9  | Geoffrey Duke        | 6 (4 × 500 cm3, 2 × 350 cm3)                          |
| 9  | Jim Redman           | 6 (4 × 350 cm3, 2 × 250 cm3)                          |
| 11 | Michael Doohan       | 5 (5 x 500 cm3)                                       |
| 11 | Anton Mang           | 5 (2 × 350 cm3, 3 × 250 cm3)                          |
| 11 | Jorge Lorenzo        | 5 (3 x MotoGP, 2 × 250 cm3)                           |
| 14 | Hugh Anderson        | 4 (2 × 125 cm3, 2 × 50 cm3)                           |
| 14 | Kork Ballington      | 4 (2 × 350 cm3, 2 × 250 cm3)                          |
| 14 | Max Biaggi           | 4 (4 × 250 cm3)                                       |
| 14 | Stefan Dörflinger    | 4 (3 × 80 cm3, 1 × 50 cm3)                            |
| 14 | Eddie Lawson         | 4 (4 × 500 cm3)                                       |
| 14 | Jorge Martínez       | 4 (1 x 125 cm3, 3 × 80 cm3)                           |
| 14 | Walter Villa         | 4 (1 x 350 cm3, 3 × 250 cm3)                          |
| 21 | Daniel Pedrosa       | 3 (1 x 125 cm3, 2 × 250 cm3)                          |
| 21 | Pier Paolo Bianchi   | 3 (3 × 125 cm3)                                       |
| 21 | Luca Cadalora        | 3 (1 x 125 cm3, 2 × 250 cm3)                          |
| 21 | Loris Capirossi      | 3 (2 × 125 cm3, 1 x 250 cm3)                          |
| 21 | Eugenio Lazzarini    | 3 (1 x 125 cm3, 2 × 50 cm3)                           |
| 21 | Bruno Ruffo          | 3 (1 x 125 cm3, 2 × 250 cm3)                          |
| 21 | Werner Haas          | 3 (1 x 125 cm3, 2 × 250 cm3)                          |
| 21 | Hans-Georg Anscheidt | 3 (3 × 50 cm3)                                        |
| 21 | Wayne Rainey         | 3 (3 × 500 cm3)                                       |
| 21 | Kenny Roberts        | 3 (3 × 500 cm3)                                       |
| 21 | Freddie Spencer      | 3 (1 x 250 cm3, 2 × 500 cm3)                          |
| 21 | Luigi Taveri         | 3 (3 × 125 cm3)                                       |
| 21 | Francesco Bagnaia    | 3 (1 x Moto2, 2 x MotoGP)                             |
| 34 | Fergus Anderson      | 2 (2 × 350 cm3)                                       |
| 34 | Bill Lomas           | 2 (2 × 350 cm3)                                       |
| 34 | Cecil Sandford       | 2 (1 x 125 cm3, 1 x 250 cm3)                          |
| 34 | Barry Sheene         | 2 (2 × 500 cm3)                                       |
| 34 | Kent Andersson       | 2 (2 × 125 cm3)                                       |
| 34 | Dieter Braun         | 2 (1 x 125 cm3, 1 x 250 cm3)                          |
| 34 | Álex Crivillé        | 2 (1 x 125 cm3, 1 x 500 cm3)                          |
| 34 | Sito Pons            | 2 (2 × 250 cm3)                                       |
| 34 | Ricardo Tormo        | 2 (2 × 50 cm3)                                        |
| 34 | Fausto Gresini       | 2 (2 × 125 cm3)                                       |
| 34 | Umberto Masetti      | 2 (2 × 500 cm3)                                       |
| 34 | Tarquinio Provini    | 2 (1 x 125 cm3, 1 x 250 cm3)                          |
| 34 | Jan de Vries         | 2 (2 × 50 cm3)                                        |
| 34 | Gary Hocking         | 2 (1 x 350 cm3, 1 x 500 cm3)                          |
| 34 | Casey Stoner         | 2 (2 × MotoGP)                                        |
| 34 | Carlos Lavado        | 2 (2 × 250 cm3)                                       |
| 34 | Manuel Poggiali      | 2 (1 x 125 cm3, 1 x 250 cm3)                          |
| 34 | Johann Zarco         | 2 (2 x Moto2)                                         |
| 34 | Álex Márquez         | 2 (1 x Moto3, 1 x Moto2)                              |
| 34 | Joan Mir             | 2 (1 x Moto3, 1 x MotoGP)                             |

 En vert, les pilotes encore en activité.

#### Champion du monde500cm3/MotoGP
| #  | Pilote            | Titres                                             |
| -- | ----------------- | -------------------------------------------------- |
| 1  | Giacomo Agostini  | 8 (1966, 1967, 1968, 1969, 1970, 1971, 1972, 1975) |
| 2  | Valentino Rossi   | 7 (2001, 2002, 2003, 2004, 2005, 2008, 2009)       |
| 3  | Marc Márquez      | 6 (2013, 2014, 2016, 2017, 2018, 2019)             |
| 4  | Michael Doohan    | 5 (1994, 1995, 1996, 1997, 1998)                   |
| 5  | Eddie Lawson      | 4 (1984, 1986, 1988, 1989)                         |
| 5  | Mike Hailwood     | 4 (1962, 1963, 1964, 1965)                         |
| 5  | John Surtees      | 4 (1956, 1958, 1959, 1960)                         |
| 5  | Geoff Duke        | 4 (1951, 1953, 1954, 1955)                         |
| 9  | Wayne Rainey      | 3 (1990, 1991, 1992)                               |
| 9  | Kenny Roberts     | 3 (1978, 1979, 1980)                               |
| 9  | Jorge Lorenzo     | 3 (2010, 2012, 2015)                               |
| 12 | Freddie Spencer   | 2 (1983, 1985)                                     |
| 12 | Phil Read         | 2 (1973, 1974)                                     |
| 12 | Casey Stoner      | 2 (2007, 2011)                                     |
| 12 | Barry Sheene      | 2 (1976,1977)                                      |
| 12 | Umberto Masetti   | 2 (1950, 1952)                                     |
| 12 | Francesco Bagnaia | 2 (2022, 2023)                                     |
| 18 | Wayne Gardner     | 1 (1987)                                           |
| 18 | Leslie Graham     | 1 (1949)                                           |
| 18 | Kevin Schwantz    | 1 (1993)                                           |
| 18 | Álex Crivillé     | 1 (1999)                                           |
| 18 | Nicky Hayden      | 1 (2006)                                           |
| 18 | Gary Hocking      | 1 (1961)                                           |
| 18 | Franco Uncini     | 1 (1982)                                           |
| 18 | Kenny Roberts Jr  | 1 (2000)                                           |
| 18 | Marco Lucchinelli | 1 (1981)                                           |
| 18 | Libero Liberati   | 1 (1957)                                           |
| 18 | Joan Mir          | 1 (2020)                                           |
| 18 | Fabio Quartararo  | 1 (2021)                                           |
| 18 | Jorge Martin      | 1 (2024)                                           |

 En vert, les pilotes encore en activité.

#### Multiple champion du monde la même année dans des catégories différentes
| Saisons                      | Pilote           | Titres                        |
| ---------------------------- | ---------------- | ----------------------------- |
| 1968, 1969, 1970, 1971, 1972 | Giacomo Agostini | 10 (5 x 500 cm3, 5 x 350 cm3) |
| 1958, 1959, 1960             | John Surtees     | 6 (3 × 500 cm3, 3 × 350 cm3)  |
| 1956, 1959, 1960             | Carlo Ubbiali    | 6 (3 × 250 cm3, 3 × 125 cm3)  |
| 1962, 1963                   | Jim Redman       | 4 (2 × 350 cm3, 2 × 250 cm3)  |
| 1966, 1967                   | Mike Hailwood    | 4 (2 × 350 cm3, 2 × 250 cm3)  |
| 1978, 1979                   | Kork Ballington  | 4 (2 × 350 cm3, 2 × 250 cm3)  |
| 1951                         | Geoff Duke       | 2 (1 x 500 cm3, 1 x 350 cm3)  |
| 1953                         | Werner Haas      | 2 (1 x 250 cm3, 1 x 125 cm3)  |
| 1961                         | Gary Hocking     | 2 (1 x 500 cm3, 1 x 350 cm3)  |
| 1963                         | Hugh Anderson    | 2 (1 x 125 cm3, 1 x 50 cm3)   |
| 1968                         | Phil Read        | 2 (1 x 250 cm3, 1 x 125 cm3)  |
| 1972                         | Ángel Nieto      | 2 (1 x 125 cm3, 1 x 50 cm3)   |
| 1976                         | Walter Villa     | 2 (1 x 350 cm3, 1 x 250 cm3)  |
| 1981                         | Anton Mang       | 2 (1 x 350 cm3, 1 x 250 cm3)  |
| 1985                         | Freddie Spencer  | 2 (1 x 500 cm3, 1 x 250 cm3)  |
| 1988                         | Jorge Martínez   | 2 (1 x 125 cm3, 1 x 80 cm3)   |

### Titres par pays
| Pays             | 750 cm3 | 500 cm3 MotoGP | 350 cm3 | 250 cm3 Moto2 | 125 cm3 Moto3 | 50 cm3 80 cm3 | Moto E | Total |
| ---------------- | ------- | -------------- | ------- | ------------- | ------------- | ------------- | ------ | ----- |
| Italie           |         | 22             | 8       | 25            | 24            | 2             | 2      | 83    |
| Espagne          | 1       | 12             |         | 13            | 23            | 12            | 3      | 64    |
| Royaume-Uni      | 1       | 17             | 13      | 9             | 5             | 1             |        | 46    |
| Allemagne        |         |                | 2       | 8             | 4             | 4             |        | 18    |
| États-Unis       | 1       | 15             |         | 2             |               |               |        | 18    |
| Australie        | 2       | 8              | 1       | 2             | 1             |               |        | 14    |
| France           | 1       | 1              |         | 5             | 2             |               |        | 9     |
| Japon            |         |                | 1       | 4             | 4             |               |        | 9     |
| Suisse           |         |                |         |               | 4             | 4             | 1      | 9     |
| Zimbabwe         |         | 1              | 5       | 2             |               |               |        | 8     |
| Afrique du Sud   |         |                | 3       | 2             | 1             |               |        | 6     |
| Nouvelle-Zélande |         |                |         |               | 2             | 2             |        | 4     |
| Venezuela        | 1       |                | 1       | 2             |               |               |        | 4     |
| Pays-Bas         |         |                |         |               |               | 3             |        | 3     |
| Saint-Marin      |         |                |         | 1             | 1             |               |        | 2     |
| Suède            |         |                |         |               | 2             |               |        | 2     |
| Autriche         |         |                |         |               | 1             |               |        | 1     |
| Colombie         |         |                |         |               | 1             |               |        | 1     |
| Finlande         |         |                |         | 1             |               |               |        | 1     |
| Hongrie          |         |                |         |               | 1             |               |        | 1     |
| Total            | 7       | 76             | 34      | 76            | 76            | 28            | 6      | 303   |

### Victoires en Grand Prix
Mis à jour après le GP d'Autriche le 17 août 2025.
| #  | Pilote            | Total | 500 cm3/MotoGP | 350 cm3 | 250 cm3/Moto2 | 125 cm3/Moto3 | 80 cm3 | 50 cm3 |
| -- | ----------------- | ----- | -------------- | ------- | ------------- | ------------- | ------ | ------ |
| 1  | Giacomo Agostini  | 122   | 68             | 54      |               |               |        |        |
| 2  | Valentino Rossi   | 115   | 89             |         | 14            | 12            |        |        |
| 3  | Marc Márquez      | 97    | 71             |         | 16            | 10            |        |        |
| 4  | Ángel Nieto       | 90    |                |         |               | 62            | 1      | 27     |
| 5  | Mike Hailwood     | 76    | 37             | 16      | 21            | 2             |        |        |
| 6  | Jorge Lorenzo     | 68    | 47             |         | 17            | 4             |        |        |
| 7  | Michael Doohan    | 54    | 54             |         |               |               |        |        |
| 7  | Dani Pedrosa      | 54    | 31             |         | 15            | 8             |        |        |
| 9  | Phil Read         | 52    | 11             | 4       | 27            | 10            |        |        |
| 10 | Casey Stoner      | 45    | 38             |         | 5             | 2             |        |        |
| 10 | Jim Redman        | 45    | 2              | 21      | 18            | 4             |        |        |
| 12 | Anton Mang        | 42    |                | 8       | 33            | 1             |        |        |
| 12 | Max Biaggi        | 42    | 13             |         | 29            |               |        |        |
| 13 | Francesco Bagnaia | 40    | 30             |         | 8             | 2             |        |        |
| 14 | Carlo Ubbiali     | 39    |                |         | 13            | 26            |        |        |
| 15 | John Surtees      | 38    | 22             | 15      | 1             |               |        |        |
| 16 | Jorge Martínez    | 37    |                |         |               | 15            | 22     |        |
| 17 | Luca Cadalora     | 34    | 8              |         | 22            | 4             |        |        |
| 18 | Geoff Duke        | 33    | 22             | 11      |               |               |        |        |
| 19 | Eddie Lawson      | 31    | 31             |         |               |               |        |        |
| 19 | Kork Ballington   | 31    |                | 14      | 17            |               |        |        |

En vert, les pilotes encore en activité.

### Podiums
Mis à jour après le GP d'Assen 29 juin 2025.
| #  | Pilote           | Nbre podiums |
| -- | ---------------- | ------------ |
| 1  | Valentino Rossi  | 235          |
| 2  | Giacomo Agostini | 159          |
| 3  | Marc Márquez     | 158          |
| 4  | Dani Pedrosa     | 153          |
| 5  | Jorge Lorenzo    | 152          |
| 6  | Ángel Nieto      | 139          |
| 7  | Phil Read        | 121          |
| 8  | Mike Hailwood    | 112          |
| 9  | Max Biaggi       | 111          |
| 10 | Andrea Dovizioso | 103          |

En vert, les pilotes encore en activité.

### Pole positions
Mis à jour après le GP d'Assen 29 juin 2025.
| #  | Pilote            | Nbre pole positions |
| -- | ----------------- | ------------------- |
| 1  | Marc Márquez      | 100                 |
| 2  | Jorge Lorenzo     | 69                  |
| 3  | Valentino Rossi   | 65                  |
| 4  | Mick Doohan       | 58                  |
| 5  | Max Biaggi        | 56                  |
| 6  | Dani Pedrosa      | 49                  |
| 7  | Casey Stoner      | 43                  |
| 8  | Jorge Martínez    | 42                  |
| 9  | Loris Capirossi   | 41                  |
| 9  | Jorge Martín      | 41                  |
| 11 | Ángel Nieto       | 34                  |
| 11 | Anton Mang        | 34                  |
| 11 | Stefan Dörflinger | 34                  |
| 14 | Francesco Bagnaia | 31                  |

En vert, les pilotes encore en activité.

### Meilleurs tours en course
En Grand Prix moto (MotoGP), aucun point ne récompense le meilleur tour en course. Giacomo Agostini, qui s'est retiré de la compétition en 1977, détient toujours le record de meilleurs tours en course avec 117 tours les plus rapides (plusieurs catégories confondues). Valentino Rossi est le sportif en activité le mieux placé avec la deuxième place et 96 tours les plus rapides (plusieurs catégories confondues).
| #  | Pilote           | Nbre meilleurs tours |
| -- | ---------------- | -------------------- |
| 1  | Giacomo Agostini | 117                  |
| 2  | Valentino Rossi  | 96                   |
| 3  | Marc Márquez     | 84                   |
| 4  | Ángel Nieto      | 81                   |
| 5  | Mike Hailwood    | 79                   |
| 6  | Dani Pedrosa     | 64                   |
| 7  | Michael Doohan   | 46                   |
| 8  | Max Biaggi       | 42                   |
| 9  | Jorge Lorenzo    | 37                   |
| 10 | Phil Read        | 36                   |
| 11 | Jim Redman       | 35                   |

En vert, les pilotes encore en activité.

## Championnat du monde des constructeurs

### Par saison
| Année | 500 cm3   | 350 cm3    | 250 cm3    | 125 cm3   |
| ----- | --------- | ---------- | ---------- | --------- |
| 1949  | AJS       | Velocette  | Moto Guzzi | Mondial   |
| 1950  | Norton    | Velocette  | Benelli    | Mondial   |
| 1951  | Norton    | Norton     | Moto Guzzi | Mondial   |
| 1952  | Norton    | Norton     | Moto Guzzi | MV Agusta |
| 1953  | Gilera    | Moto Guzzi | NSU        | MV Agusta |
| 1954  | Gilera    | Moto Guzzi | NSU        | NSU       |
| 1955  | Gilera    | Moto Guzzi | MV Agusta  | MV Agusta |
| 1956  | MV Agusta | Moto Guzzi | MV Agusta  | MV Agusta |
| 1957  | Gilera    | Gilera     | Mondial    | Mondial   |
| 1958  | MV Agusta | MV Agusta  | MV Agusta  | MV Agusta |
| 1959  | MV Agusta | MV Agusta  | MV Agusta  | MV Agusta |
| 1960  | MV Agusta | MV Agusta  | MV Agusta  | MV Agusta |
| 1961  | MV Agusta | MV Agusta  | Honda      | Honda     |

| Année | 500 cm3   | 350 cm3   | 250 cm3         | 125 cm3    | 50 cm3            |
| ----- | --------- | --------- | --------------- | ---------- | ----------------- |
| 1962  | MV Agusta | Honda     | Honda           | Honda      | Suzuki            |
| 1963  | MV Agusta | Honda     | Honda           | Suzuki     | Suzuki            |
| 1964  | MV Agusta | Honda     | Yamaha          | Honda      | Suzuki            |
| 1965  | MV Agusta | Honda     | Yamaha          | Suzuki     | Honda             |
| 1966  | Honda     | Honda     | Honda           | Honda      | Honda             |
| 1967  | MV Agusta | Honda     | Honda           | Yamaha     | Suzuki            |
| 1968  | MV Agusta | MV Agusta | Yamaha          | Yamaha     | Suzuki            |
| 1969  | MV Agusta | MV Agusta | Benelli         | Kawasaki   | Derbi             |
| 1970  | MV Agusta | MV Agusta | Yamaha          | Suzuki     | Derbi             |
| 1971  | MV Agusta | MV Agusta | Yamaha          | Derbi      | Kreidler          |
| 1972  | MV Agusta | MV Agusta | Yamaha          | Derbi      | Kreidler          |
| 1973  | MV Agusta | Yamaha    | Yamaha          | Yamaha     | Kreidler          |
| 1974  | Yamaha    | Yamaha    | Yamaha          | Yamaha     | Kreidler          |
| 1975  | Yamaha    | Yamaha    | Harley-Davidson | Morbidelli | Kreidler          |
| 1976  | Suzuki    | Yamaha    | Harley-Davidson | Morbidelli | Bultaco           |
| 1977  | Suzuki    | Yamaha    | Kawasaki        | Morbidelli | Bultaco           |
| 1978  | Suzuki    | Kawasaki  | Kawasaki        | Minarelli  | Bultaco           |
| 1979  | Suzuki    | Kawasaki  | Kawasaki        | Minarelli  | Kreidler          |
| 1980  | Suzuki    | Bimota    | Kawasaki        | Minarelli  | Van Veen Kreidler |
| 1981  | Suzuki    | Kawasaki  | Yamaha          | Minarelli  | Motul Bultaco     |
| 1982  | Suzuki    | Kawasaki  | Yamaha          | Garelli    | Kreidler          |

| Année | 500 cm3 | 250 cm3 | 125 cm3 | 50 cm3  |
| ----- | ------- | ------- | ------- | ------- |
| 1983  | Honda   | Yamaha  | MBA     | Garelli |

| Année | 500 cm3 | 250 cm3 | 125 cm3 | 80 cm3  |
| ----- | ------- | ------- | ------- | ------- |
| 1984  | Honda   | Yamaha  | Garelli | Zündapp |
| 1985  | Honda   | Honda   | MBA     | Krauser |
| 1986  | Yamaha  | Honda   | Garelli | Derbi   |
| 1987  | Yamaha  | Honda   | Garelli | Derbi   |
| 1988  | Yamaha  | Honda   | Derbi   | Derbi   |
| 1989  | Honda   | Honda   | Honda   | Krauser |

| Année | 500 cm3 | 250 cm3 | 125 cm3 |
| ----- | ------- | ------- | ------- |
| 1990  | Yamaha  | Yamaha  | Honda   |
| 1991  | Yamaha  | Honda   | Honda   |
| 1992  | Honda   | Honda   | Honda   |
| 1993  | Yamaha  | Honda   | Honda   |
| 1994  | Honda   | Honda   | Honda   |
| 1995  | Honda   | Aprilia | Honda   |
| 1996  | Honda   | Honda   | Aprilia |
| 1997  | Honda   | Honda   | Aprilia |
| 1998  | Honda   | Aprilia | Honda   |
| 1999  | Honda   | Aprilia | Honda   |
| 2000  | Suzuki  | Yamaha  | Honda   |
| 2001  | Honda   | Honda   | Honda   |

| Année | MotoGP | 250 cm3 | 125 cm3 |
| ----- | ------ | ------- | ------- |
| 2002  | Honda  | Aprilia | Aprilia |
| 2003  | Honda  | Aprilia | Aprilia |
| 2004  | Yamaha | Honda   | Aprilia |
| 2005  | Yamaha | Honda   | Honda   |
| 2006  | Honda  | Aprilia | Aprilia |
| 2007  | Ducati | Aprilia | Aprilia |
| 2008  | Yamaha | Aprilia | Aprilia |
| 2009  | Yamaha | Honda   | Aprilia |

| Année | MotoGP | Moto2    | 125 cm3 |
| ----- | ------ | -------- | ------- |
| 2010  | Yamaha | Moriwaki | Derbi   |
| 2011  | Honda  | Kalex    | Aprilia |

| Année | MotoGP | Moto2 | Moto3   |
| ----- | ------ | ----- | ------- |
| 2012  | Yamaha | Suter | KTM     |
| 2013  | Honda  | Kalex | KTM     |
| 2014  | Honda  | Kalex | KTM     |
| 2015  | Yamaha | Kalex | Honda   |
| 2016  | Honda  | Kalex | KTM     |
| 2017  | Honda  | Kalex | Honda   |
| 2018  | Honda  | Kalex | Honda   |
| 2019  | Honda  | Kalex | Honda   |
| 2020  | Ducati | Kalex | Honda   |
| 2021  | Ducati | Kalex | KTM     |
| 2022  | Ducati | Kalex | Gas Gas |
| 2023  | Ducati | Kalex | KTM     |
| 2024  | Ducati | Kalex | CFMoto  |

### Par constructeur
| Constructeur      | MotoGP | 500 cm3 | 350 cm3 | 250 cm3 | 125 cm3 | 80 cm3 | 50 cm3 | Moto2 | Moto3 | Total |
| ----------------- | ------ | ------- | ------- | ------- | ------- | ------ | ------ | ----- | ----- | ----- |
| Honda             | 10     | 13      | 6       | 19      | 15      |        | 2      |       | 5     | 70    |
| Yamaha            | 7      | 8       | 5       | 14      | 4       |        |        |       |       | 39    |
| MV Agusta         |        | 16      | 9       | 5       | 7       |        |        |       |       | 37    |
| Aprilia           |        |         |         | 9       | 9       |        |        |       |       | 18    |
| Suzuki            |        | 8       |         |         | 3       |        | 5      |       |       | 16    |
| Kalex             |        |         |         |         |         |        |        | 12    |       | 12    |
| Kawasaki          |        |         | 4       | 4       | 1       |        |        |       |       | 9     |
| Derbi             |        |         |         |         | 3       | 3      | 2      |       |       | 8     |
| Moto Guzzi        |        |         | 4       | 3       |         |        |        |       |       | 7     |
| Kreidler          |        |         |         |         |         |        | 7      |       |       | 7     |
| Ducati            | 6      |         |         |         |         |        |        |       |       | 6     |
| KTM               |        |         |         |         |         |        |        |       | 5     | 5     |
| Gilera            |        | 4       | 1       |         |         |        |        |       |       | 5     |
| Norton            |        | 3       | 2       |         |         |        |        |       |       | 5     |
| Mondial           |        |         |         | 1       | 4       |        |        |       |       | 5     |
| Garelli           |        |         |         |         | 4       |        | 1      |       |       | 5     |
| Minarelli         |        |         |         |         | 4       |        |        |       |       | 4     |
| Morbidelli        |        |         |         |         | 3       |        |        |       |       | 3     |
| Bultaco           |        |         |         |         |         |        | 3      |       |       | 3     |
| NSU               |        |         |         | 2       | 1       |        |        |       |       | 3     |
| Velocette         |        |         | 2       |         |         |        |        |       |       | 2     |
| Benelli           |        |         |         | 2       |         |        |        |       |       | 2     |
| Harley-Davidson   |        |         |         | 2       |         |        |        |       |       | 2     |
| MBA               |        |         |         |         | 2       |        |        |       |       | 2     |
| Krauser           |        |         |         |         |         | 2      |        |       |       | 2     |
| AJS               |        | 1       |         |         |         |        |        |       |       | 1     |
| Bimota            |        |         | 1       |         |         |        |        |       |       | 1     |
| Zündapp           |        |         |         |         |         | 1      |        |       |       | 1     |
| Motul Bultaco     |        |         |         |         |         |        | 1      |       |       | 1     |
| Van Veen Kreidler |        |         |         |         |         |        | 1      |       |       | 1     |
| Moriwaki          |        |         |         |         |         |        |        | 1     |       | 1     |
| Suter             |        |         |         |         |         |        |        | 1     |       | 1     |
| Gas Gas           |        |         |         |         |         |        |        |       | 1     | 1     |
| CFMoto            |        |         |         |         |         |        |        |       | 1     | 1     |
| Total             | 22     | 53      | 34      | 61      | 60      | 6      | 22     | 14    | 12    | 284   |

En vert, encore en activité.

### Par nationalité
| Pays        | MotoGP | 500 cm3 | 350 cm3 | 250 cm3 | 125 cm3 | 80 cm3 | 50 cm3 | Moto2 | Moto3 | Total |
| ----------- | ------ | ------- | ------- | ------- | ------- | ------ | ------ | ----- | ----- | ----- |
| Japon       | 17     | 29      | 15      | 37      | 23      |        | 7      | 1     | 5     | 134   |
| Italie      | 4      | 20      | 15      | 20      | 33      |        | 2      |       |       | 94    |
| Allemagne   |        |         |         | 2       | 1       | 3      | 7      | 11    |       | 24    |
| Espagne     |        |         |         |         | 3       | 3      | 5      |       | 1     | 12    |
| Royaume-Uni |        | 4       | 4       |         |         |        |        |       |       | 8     |
| Autriche    |        |         |         |         |         |        |        |       | 5     | 5     |
| États-Unis  |        |         |         | 2       |         |        |        |       |       | 2     |
| Pays-Bas    |        |         |         |         |         |        | 1      |       |       | 1     |
| Suisse      |        |         |         |         |         |        |        | 1     |       | 1     |
| Total       | 21     | 53      | 34      | 61      | 60      | 6      | 22     | 13    | 11    | 281   |

| Position | 1er | 2e | 3e | 4e | 5e | 6e | 7e | 8e | 9e | 10e | 11e | 12e | 13e | 14e | 15e |
| Points   | 25  | 20 | 16 | 13 | 11 | 10 | 9  | 8  | 7  | 6   | 5   | 4   | 3   | 2   | 1   |

## Identité visuelle

Logo des Championnats du monde de vitesse moto
Logo jusque 2024.